# Уриа, Альберто
Альбе́рто Ури́а (исп. Alberto Uria, 11 июля 1924, Монтевидео — 4 декабря 1988, Монтевидео) — уругвайский автогонщик, пилот Формулы-1 в 1955 и 1956.

## Биография
В 1955 году Альберто Уриа отправился из Уругвая в Аргентину, переехав на Maserati A6GCM эстуарий Ла-Плата для участия в Гран-при Аргентины в Буэнос-Айресе. Стартовав с 21 места, Уриа сошёл с дистанции на 22-м круге из-за проблем с топливом. 

В 1956 году уругваец снова участвовал в Гран-при Аргентины, на этот раз — в одной команде с Оскаром Гонсалесом. На середине дистанции Альберто Уриа отдал Гонсалесу, который в итоге стал шестым.

## Полная таблица результатов
| Сезон | Команда      | Шасси          | Двигатель            | 1        | 2   | 3   | 4   | 5   | 6   | 7   | 8   | Место | Очки |
| ----- | ------------ | -------------- | -------------------- | -------- | --- | --- | --- | --- | --- | --- | --- | ----- | ---- |
| 1955  | Alberto Uria | Maserati A6GCM | Maserati 250F 2,5 L6 | АРГ Сход | МОН | 500 | БЕЛ | НИД | ВЕЛ | ИТА |     | —     | 0    |
| 1956  | Alberto Uria | Maserati A6GCM | Maserati 250F 2,5 L6 | АРГ 6    | МОН | 500 | БЕЛ | ФРА | ВЕЛ | ГЕР | ИТА | —     | 0    |